# Sky Express (Hy Lạp)
Sky Express (mã IATA = G3, mã ICAO = SEH) là hãng hàng không của Hy Lạp, trụ sở ở Heraklion. Hãng có các tuyến đường chở khách thường xuyên trong nước, chủ yếu giữa đảo Crete và các đảo nhỏ của Hy Lạp, tránh quá cảnh qua Athens. Căn cứ chính của hãng ở Sân bay quốc tế Heraklion. Sky Express cũng có phân ban Sky Express Aircargo nhưng đã ngưng hoạt động từ đầu năm 2007.

## Lịch sử
Sky Express được thành lập năm 2005 bởi viên phi công trưởng Miltiadis Tsagkarakis, cựu Tổng giám đốc hãng Olympic Airlines và George Mavrantonakis, cựu Giám đốc điều hành và Quản lý của Olympic Airlines kiêm cựu cố vấn của Chủ tịch hãng Olympic Airways. Hãng bắt đầu hoạt động từ tháng 7/2005 với các tuyến đường chở khách thường xuyên, chở khách thuê bao, máy bay taxi và vận chuyển hàng hóa.

## Các nơi đến
- Hy Lạp
  - Heraklion
  - Rhodes
  - Kalamata
  - Santorini
  - Mykonos
  - Chios
  - Mytilene
  - Kos
  - Samos
  - Ikaria
  - Araxos.
  - Thessaloniki (chỉ trong mùa hè)

## Đội máy bay
(Tháng 7/2008):
- 1 BAe Jetstream 3102 tua-bin cánh quạt. (SX-SKY)
- 1 BAe Jetstream 3201 tua-bin cánh quạt. (SX-IDI)
- 1 BAe Jetstream 41 tua-bin cánh quạt (SX-DIA)
- 1 BAe Jetstream 41 tua-bin cánh quạt (G-CEYW), ký danh SX-ROD